# 6 avril 1962
Le vendredi 6 avril 1962 est le 96e jour de l'année 1962.

## Naissances
- Alejandra Grepi, actrice espagnole
- Gry Jannicke Jarlum, musicienne pop, écrivaine et politicienne norvégienne
- Kurt Meier, bobeur suisse
- Marco Schällibaum, joueur de football suisse
- Nanette Schutte, joueuse de tennis néerlandaise
- Nik P., musicien autrichien
- Pedro César Ansa Araiz, joueur de basket-ball espagnol
- Steven Levitan, créateur de la série "Modern family"
- Tomoyasu Asaoka, joueur de football japonais

## Décès
- Henri Mondor (né le 20 mai 1885), médecin français, chirurgien et historien de la littérature

## Événements
- Fin de la bataille de Bab el Oued
- Concert historique au Carnegie Hall à New-York où Leonard Bernstein prend la parole avant de se résoudre au tempo imposé par Glenn Gould pour le 1er Concerto de Brahms. Documentaire de David Christoffel : https://www.rts.ch/audio-podcast/2020/audio/6-avril-1962-25143512.html